# Estaleiro Hudong–Zhonghua

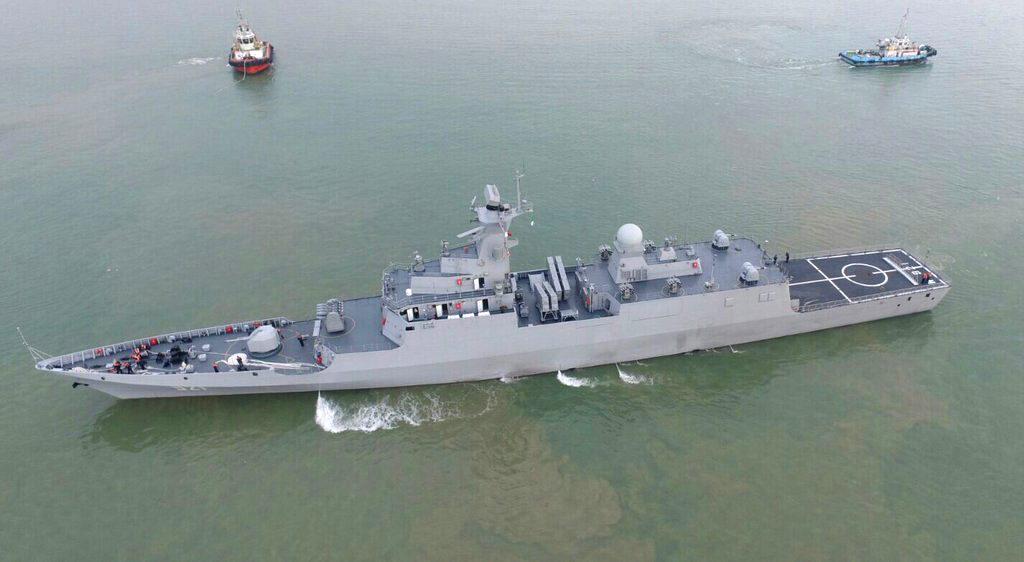
Corveta classe C28A da Marinha da Argélia, El Fateh 921.

Estaleiro Hudong–Zhonghua é uma subsidiária do conglomerado China State Shipbuilding Corporation (CSSC). O estaleiro chinês produz navios para uso civil e militar. Hudong–Zhonghua tem como lema a afirmação ser o "Berço das Fragatas e Navios de Desembarque Chineses" por seu trabalho para a Marinha do Exército Popular de Libertação.

## História

Nova localização do Estaleiro Hudong–Zhonghua na ilha de Changxingdao.

Hudong–Zhonghua Shipbuilding foi formado pela fusão do Hudong Shipbuilding Group e do estaleiro Zhonghua.
Em janeiro de 2021, foi anunciado que o estaleiro Hudong-Zhonghua se mudaria para a Ilha Changxing, próximo ao Estaleiro Jiangnan. A construção do estaleiro começou em janeiro de 2021. A primeira das duas fases deverá ser concluída em 2023.

## Navios
A Hudong-Zhonghua construiu o Dapeng Sun, o primeiro transportador de Gás natural liquefeito (GNL), construído na China que foi ao mar em abril de 2008.

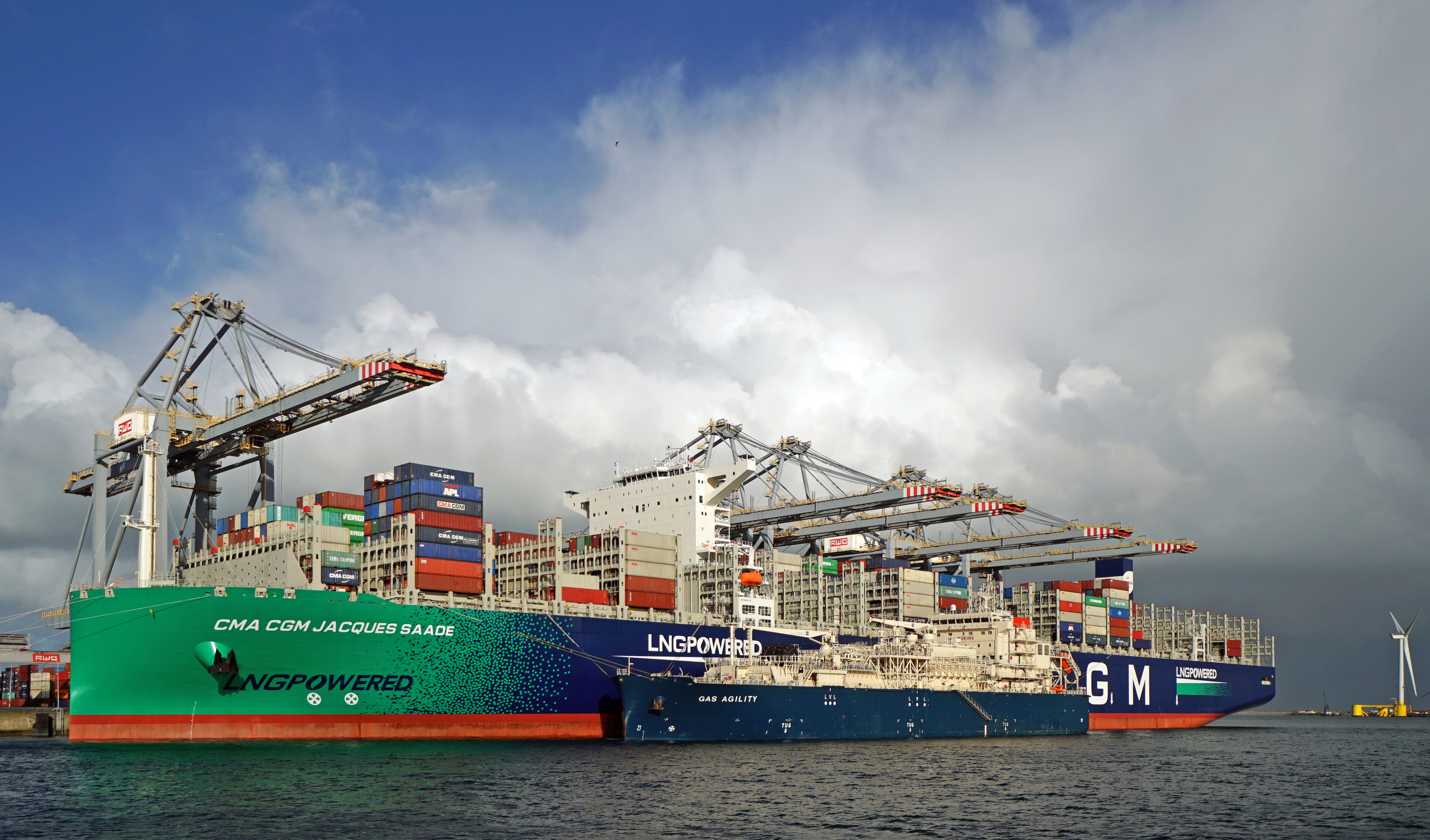
CMA CGM Jacques Saadé no terminal Pr Amaliahaven Maasvlakte em 2020.

Em setembro de 2017, a Hudong-Zhonghua foi contratada para construir cinco dos nove 23.000 TEU navios porta-contêineres da classe Jacques Saadé. Os navios eram na época os maiores navios porta-contêineres do mundo movidos a GNL, medindo 400 metros de comprimento e 61 metros de largura. O primeiro, CMA CGM Jacques Saadé, foi entregue em 22 de setembro de 2020. Em 2021, todos os cinco navios contratados para Hudong-Zhonghua foram entregues.
No ano de 2019, a Hudong-Zhonghua ganhou um contrato para quatro navios de 23.000 TEU da companhia de navegação taiwanesa Evergreen, após a entrega bem-sucedida de quatro navios de 2.500 TEU para a mesma empresa anteriormente.
A Hudong-Zhonghua em 2020 ganhou um contrato para 16 transportadores de GNL a serem entregues à Qatar Petroleum. A licitação foi parte de um plano da Qatar Petroleum, o maior produtor de GNL do mundo, para apoiar seu aumento esperado na produção de GNL e incluirá potencialmente até 100 novos navios de GNL.
Em junho de 2021, a Evergreen assinou um contrato com a Hudong–Zhonghua Shipbuilding para mais dois navios de 24.000 TEU, com entrega prevista entre o final de 2023 e o início de 2024.

## Acidentes
Em julho de 2001, um guindaste de pórtico de 5.000 toneladas desabou no Hudong Shipbuilding Group enquanto era erguido, matando 36 trabalhadores e ferindo outros oito. Foi o primeiro guindaste de pórtico projetado e construído na China.
Em maio de 2008, dois pórticos de 600 toneladas desabaram durante uma operação de içamento, matando três e ferindo outros dois.